# 進め!怪人くらぶ
『進め!怪人くらぶ』（すすめ かいじんくらぶ）は鈴木典孝による漫画。「コミックヴァルキリー」（キルタイムコミュニケーション）において2006～2008年まで連載されていた。ストレスが原因で怪人へ変身するクラス委員長と、彼女のクラスへ編入されたロボット少女を中心に、中学校を舞台にした学園コメディ。

## 概要
クラス委員長の大鷲潮香は人からものを頼まれやすく、そのために日頃から人知れずストレスを溜め込んでいる。彼女のクラスにロボット少女のサイクロンようこが転入してきて、案の定、潮香は担任からようこの世話を頼まれた。潮香のストレスが頂点に達すると彼女は娘怪人に変身してやりたい放題を尽くしてきたが、そこへようこのパワーと天然ぶりが待ったをかける。
「コミックヴァルキリー」創刊号（2006年7月25日発売）から連載開始。1巻カバー折り返しで昭和仮面ライダー世代を公言する作者の特撮趣味が、登場人物のネーミングや娘怪人のコスチュームに反映されている。物語は主に怪人側である潮香の視点で語られる。正義側の位置付けになるようこもロボットゆえの判断力不足で混乱を助長させ、事態の収拾は潮香の手に委ねられることもしばしばである。

## 登場人物
大鷲潮香（おおわし しおか）
「私立橘中学校」に通う14歳。2のAの1クラスの委員長を務める。優等生であるため様々な仕事を押し付けられやすい。実は悪の秘密結社の首領の娘であり、試作品コスチュームのデータ収集という名目で、実際には自身のストレスの解消を目的として、毎回異なるセクシーな「娘怪人」へと変身する。そして、その力を使った生徒達への悪戯でウサ晴らしをしている。彼女自身はこのような行いを「闇タイツ部」による部活動だとしている。中学生とは思えないほどの巨乳の持ち主なのだが、胸はここ1年で尋常ではない発達をしたらしい。
名前は『仮面ライダー』に登場する悪の組織ショッカーと、そのシンボルである大鷲から。ちなみに橘中学校の名前は『仮面ライダー』の登場人物立花藤兵衛から。
サイクロンようこ
関西弁のロボット少女。サイクロン式エネルギー炉によって駆動する。町工場の技術によって作られており、彼女が持つ断片的な倫理観念は技術者のおじさん達に吹き込まれたものである。人間について学習するため橘中学校に転入してきた。腰のベルトを取られると機密保持システムが作動し、周囲の状況へはお構いなしにロケット噴射で離脱する。飛行能力やワイヤーによって伸びるパンチなど様々な機能を搭載しているが、股間からオイルが漏れてしまうといった欠陥がある。話数が進むごとにどんどん改良されていき、名前も「新サイクロンようこ」「ハリケーンようこ」へと変わっていった。
名前は『仮面ライダー』と『仮面ライダーV3』に登場するオートバイサイクロンとハリケーンから。
滝沢一也（たきざわ かずや）
潮香が思いを寄せるクラスメート。しかし彼の方は女性にあまり興味がなく、ロボット大好きの彼の関心は、ようこのみに向けられている。クラスメート想いの優しい青年なのだが、時おり暴走してしまうこともある。劇中の登場人物の中では比較的常識人で、それよえに騒動に巻き込まれてしまうことも多い。
名前は『仮面ライダー』の登場人物滝和也から。
雨本英世（あまもと ひでよ）
右目を前髪で隠したおっぱい大好き少女。潮香を「お姉さま」と慕い、人目をはばからず抱きついて困らせていたが、より生乳の状態に近い娘怪人へ鞍替えした。潮香や娘怪人のことを病的に愛しており、邪魔する者には容赦がない。
名前は『仮面ライダー』で悪の大幹部である死神博士を演じた天本英世から。
宮内風美（みやうち かざみ）
潮香のクラスメートで友人。明るく元気な少女だが、精神的に幼く自分勝手な面もある。
名前は『仮面ライダーV3』の主人公風見志郎と、彼を演じた宮内洋から。
山口結生（やまぐち ゆうき）
潮香のクラスメートで友人。物静かで男っぽい性格の少女。身体能力が高く勘も鋭い。娘怪人を目の敵にしていたが、のちに娘怪人の正体が潮香だと気づく。その後、潮香の父によって第2の娘怪人に改造（コスプレ）されようとした。潮香の父いわく「技の1号、力の2号」。
名前は『仮面ライダーV3』に登場するサブヒーロー「ライダーマン」に変身する結城丈二と、彼を演じた山口豪久から。
潮香の父
潮香の父であり「悪の秘密結社」の首領。いつも潮香に娘怪人のコスチュームを渡している。秘密結社の首領だけあって忙しいらしく、潮香とは4年間も会っておらず、久しぶりの再会もランプの付いた大鷲のレリーフから声だけを送るといった形をとっている。ずっと潮香のことはモニタリングしているなど、父親としての彼女への愛情はとても大きい。組織は数多くの戦闘員や高度な開発能力を持っているようだが、目的は一切不明で資金源なども謎に包まれている。
元ネタは『仮面ライダー』に登場するショッカー首領から。
担任教師
潮香たちの担任の女教師。飄々とした性格で、仕事は何でもクラス委員長である潮香に押しつけてしまう。潮香の一番の敵と言えなくもない。
神王敬（じんおう けい）
2巻のおまけに登場。潮香が中学校を卒業後、入学した「私立神王学園」の理事長の孫娘。学園の生徒会「GOD生徒会」の会長であり、学園の風紀委員「GOD風紀委員」の委員長の座についている。「究極の秩序」を目指し、学園の風紀を乱す行為をしているものには、たとえそれがどんなに小さなことでも徹底的に制裁を下す。自分と容姿が似ている潮香を気に入り、GOD生徒会の役員に迎え入れようとした。
名前は『仮面ライダーX』の主人公神敬介と、登場する悪の組織GOD秘密機関、そしてGOD秘密機関の大幹部キングダークから。ちなみに彼女と共に登場するGOD生徒会役員やGOD風紀委員のメンバーは、GOD悪人軍団の先兵4人にそっくりのシルエットをしている。

## 娘怪人
潮香が父から送られたコスチュームを着て変身（コスプレ）した姿。これは潮香の父が首領を務める「悪の秘密組織」が開発中の「即席怪人コスチューム」の試作品であり、これを着ると常人以上の身体能力を手に入れることや、モチーフになった生物の持っている能力を使うことができる。しかし、このコスチュームは脱ぐと証拠隠滅のために自然に分解されてしまうため、二度と同じ物は着ることができない。中学生が着るには際どいデザインのものが多いが、これには潮香の父のある野望が大きく関わっている。
プレーリードッグ娘
1話に登場。必殺技「穴掘り」。
クモ娘
1話に登場。必殺技「糸」。
ガマ娘
2話に登場。必殺技「油」。
モリアオガエル娘
2話に登場。必殺技「泡」。
コウモリ娘
3話に登場。必殺技「催眠超音波」。
ホルスタイン娘
4話に登場。必殺技「突進」。
カメレオン娘
5話に登場。必殺技「カメレオンの舌」。秘技「保護色」。
アメンボ娘
6話に登場。秘技「水面ダッシュ」、「スプラッシキック」。
ヤドカリ娘
7話に登場。必殺技「ジャイアントシザース」。
セミ娘
8話に登場。必殺技「絶望女の嘆き節」。最終必殺技「セミのおしっこ」。
クロネコ娘
9話に登場。必殺技「クロネコクロー」、「ネコパンチ」、「ネコキック」。
イカ娘
10話に登場。必殺技「イカリング」。
タコ娘
10話に登場。
シロクマ娘
11話に登場。必殺技「アザラシスイング」。
ヒグマ娘
11話に登場。必殺技「シャケスイング」。
ホタル娘
おまけに登場。

## 単行本
1. 2007年10月5日発行（2007年10月1日発売） ISBN 978-4-86032-458-2
2. 2008年8月8日発行（2008年7月30日発売） ISBN 978-4-86032-611-1